# Klapbrug
Een klapbrug is een brug zonder contragewicht. 
De overeenkomst met bijvoorbeeld een basculebrug, zoals een ophaalbrug, is dat het draaipunt van de klapbrug een horizontale as is dwars op de rijrichting over de brug. 
Een klapbrug heeft geen extra ruimte nodig voor een contragewicht waar dit bij een basculebrug wel het geval is.
Een nadeel is dat er meer energie nodig is om de klapbrug te openen dan bij een volwaardige basculebrug. Daarom worden klapbruggen alleen bij kleine overspanningen gebruikt. Als een brug niet erg vaak hoeft te worden geopend kan het ondanks het hogere energiegebruik een passende oplossing zijn.
In de provincie Groningen is klap of klabbe van oudsher de benaming voor een ophaalbrug in het algemeen.